# Acanthancora schmidti
Acanthancora schmidti är en svampdjursart som först beskrevs av Topsent 1898.  Acanthancora schmidti ingår i släktet Acanthancora och familjen Hymedesmiidae. Inga underarter finns listade i Catalogue of Life.